# Disfluency
Disfluency es un cortometraje estadounidense de 2018 dirigido por Laura Holliday y protagonizado por Libe Barer. Tras su lanzamiento, el filme logró diversos reconocimientos, como el premio a mejor cortometraje y a mejor directora en el festival Film Invasion L.A. en 2018, una nominación para Barer en los Premios IFJA como mejor actriz en 2021 y el premio a mejor guion para Anna Baumgarten en el evento Walla Walla Movie Crush en 2018.

## Sinopsis
La película sigue la historia de una joven a través de su vida cotidiana, desde el uso pasivo de la frase "lo siento", hasta su violación y las secuelas emocionales. Relata la fuerza que debe tener la joven Jane para afrontar este terrible suceso de su vida, y como puede reponerse ante la adversidad.

## Reparto
- Libe Barer es Jane
- Dylan Arnold es Mark
- Julia Barrett-Mitchell es Kelsey
- Yoshi Sudarso es Sean
- Jon Berry es el profesor
- Kelly L. George es la enfermera
- Garrett Louis es Brendon
- Ella Shockey es Doe

## Premios y reconocimientos
| Año  | Evento                               | Categoría          | Nominado (a)    | Resultado |
| ---- | ------------------------------------ | ------------------ | --------------- | --------- |
| 2018 | Film Invasion L.A.                   | Mejor cortometraje | Anna Baumgarten | Ganadora  |
| 2018 | Film Invasion L.A.                   | Mejor director     | Laura Holliday  | Ganadora  |
| 2018 | Walla Walla Movie Crush              | Mejor guion        | Anna Baumgarten | Ganadora  |
| 2021 | Indiana Film Journalists Association | Mejor actriz       | Libe Barer      | Nominada  |